# 소면

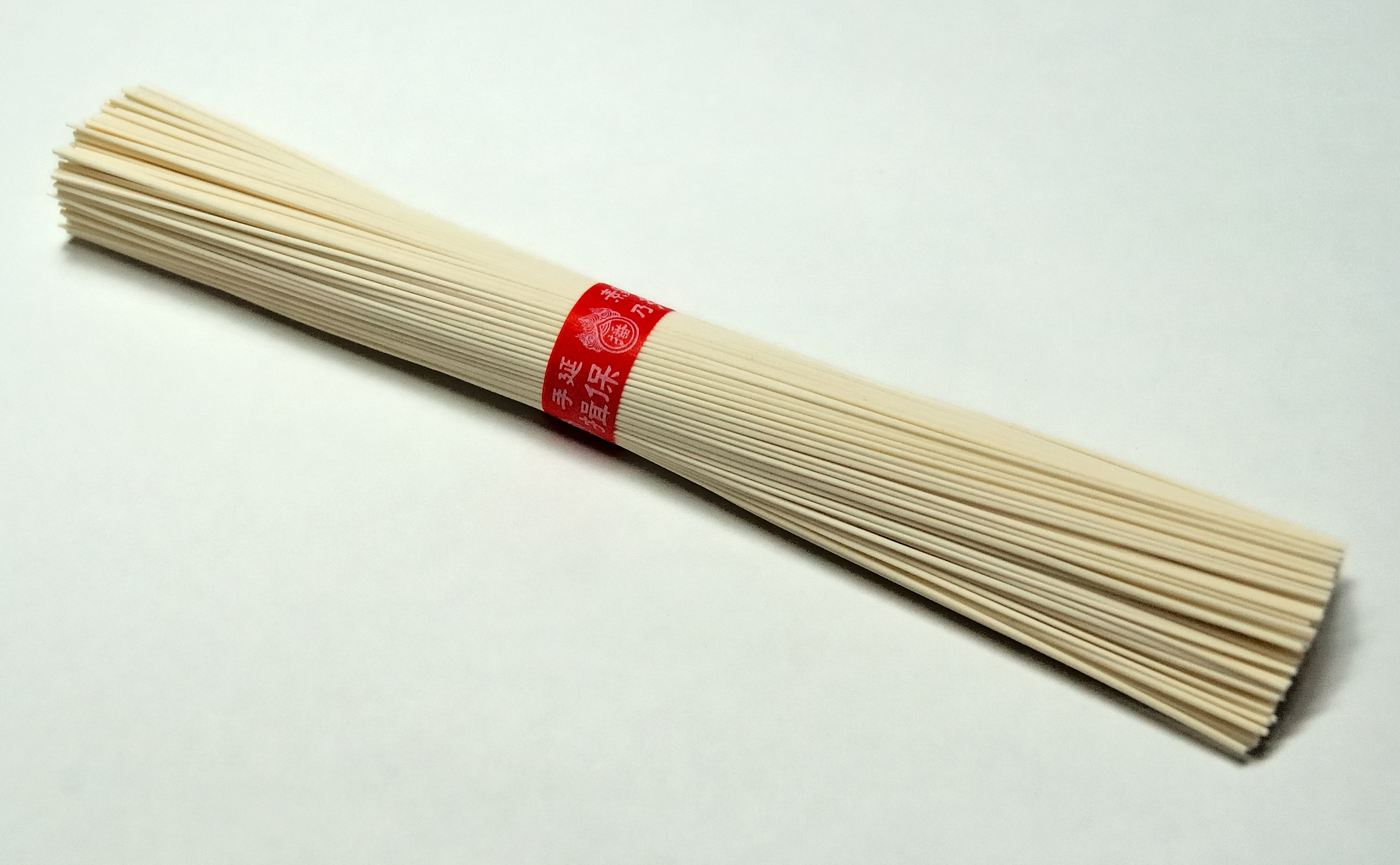
마른 소면

소면(素麵)은 밀가루 반죽을 길게 늘려서 막대기에 면을 감아 당긴 후 가늘게 만드는 국수이다. 국수 반죽을 양쪽에서 당기고 늘려 만든 납면(拉麵), 국수 반죽을 구멍이 뚫린 틀에 넣고 밀어 끓는 물에 넣어 끓여 만든 압면(押麵), 밀대로 밀어 얇게 만든 반죽을 칼로 썰어 만든 절면(切麵) 등과 구분된다. 한국, 중국, 일본의 국수이며, 다른 지역에서는 일본 이름인 "소멘(素麺)"이 잘 알려져 있다.

## 갤러리

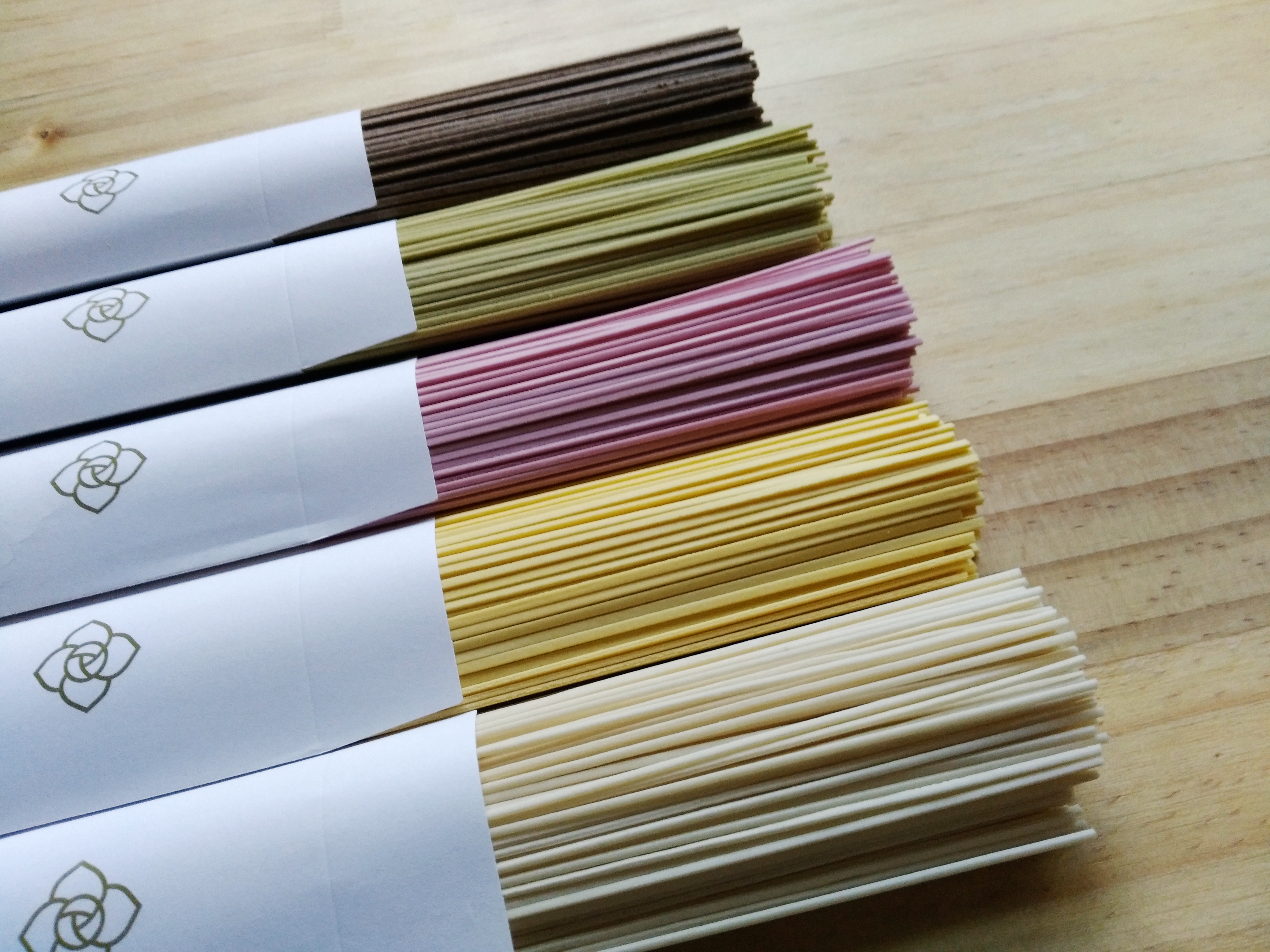
오색국수(소면)1
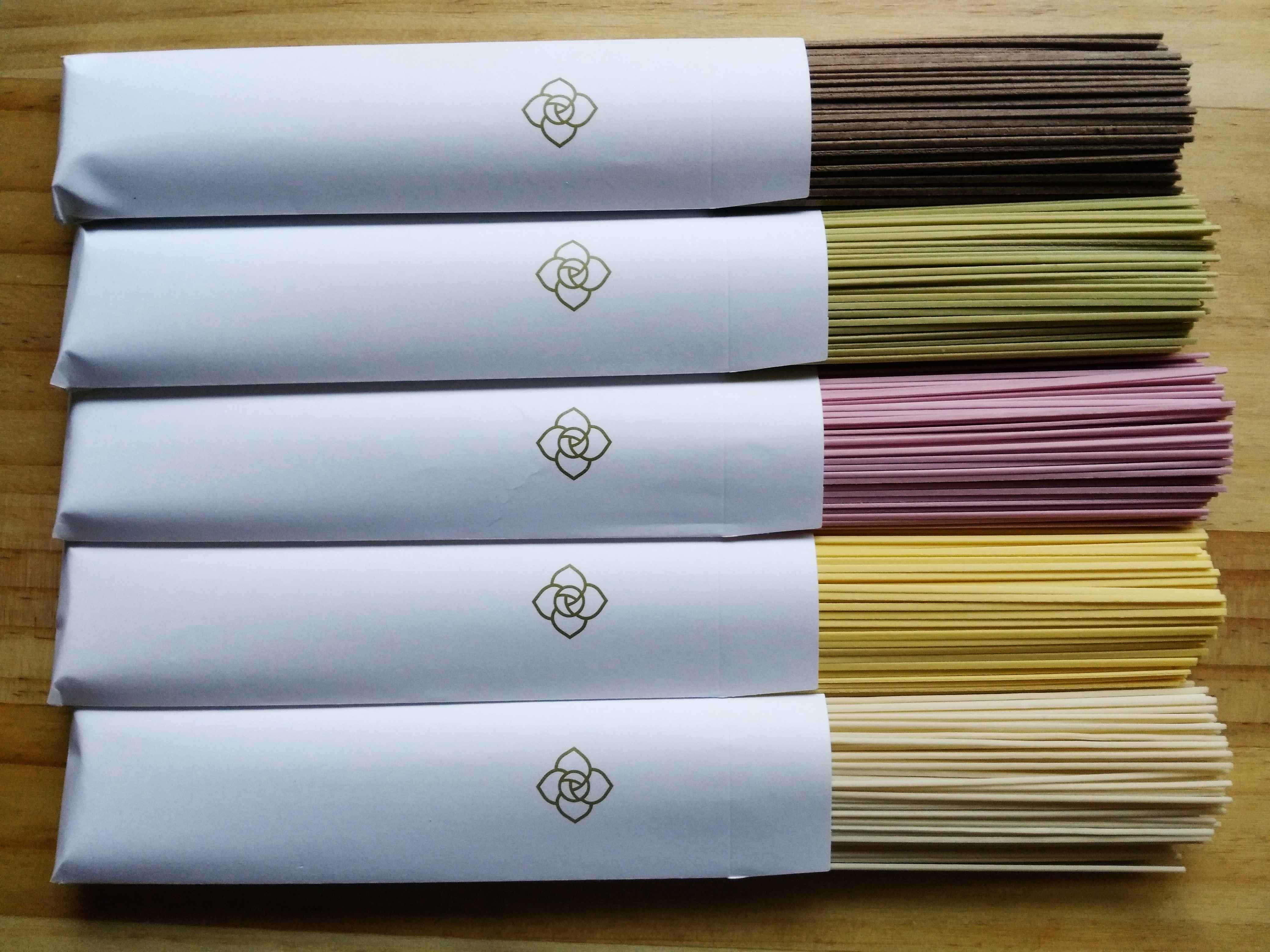
오색국수(소면)2
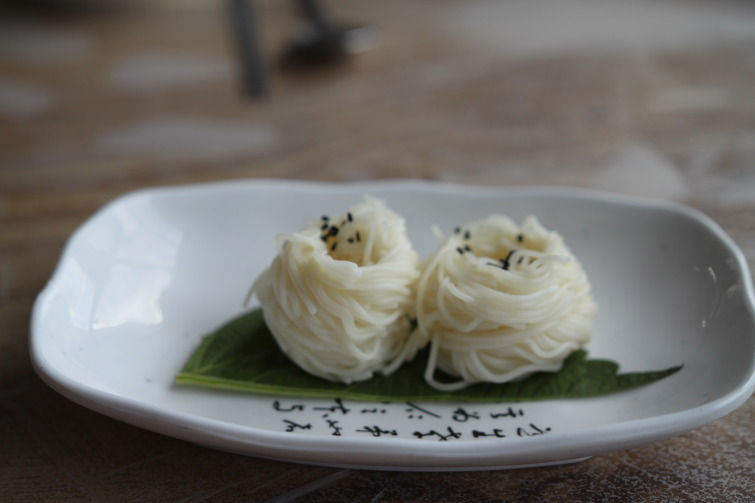
삶은 소면

## 같이 보기
- 납면
- 압면
- 절면